# Fort Singelenburgh

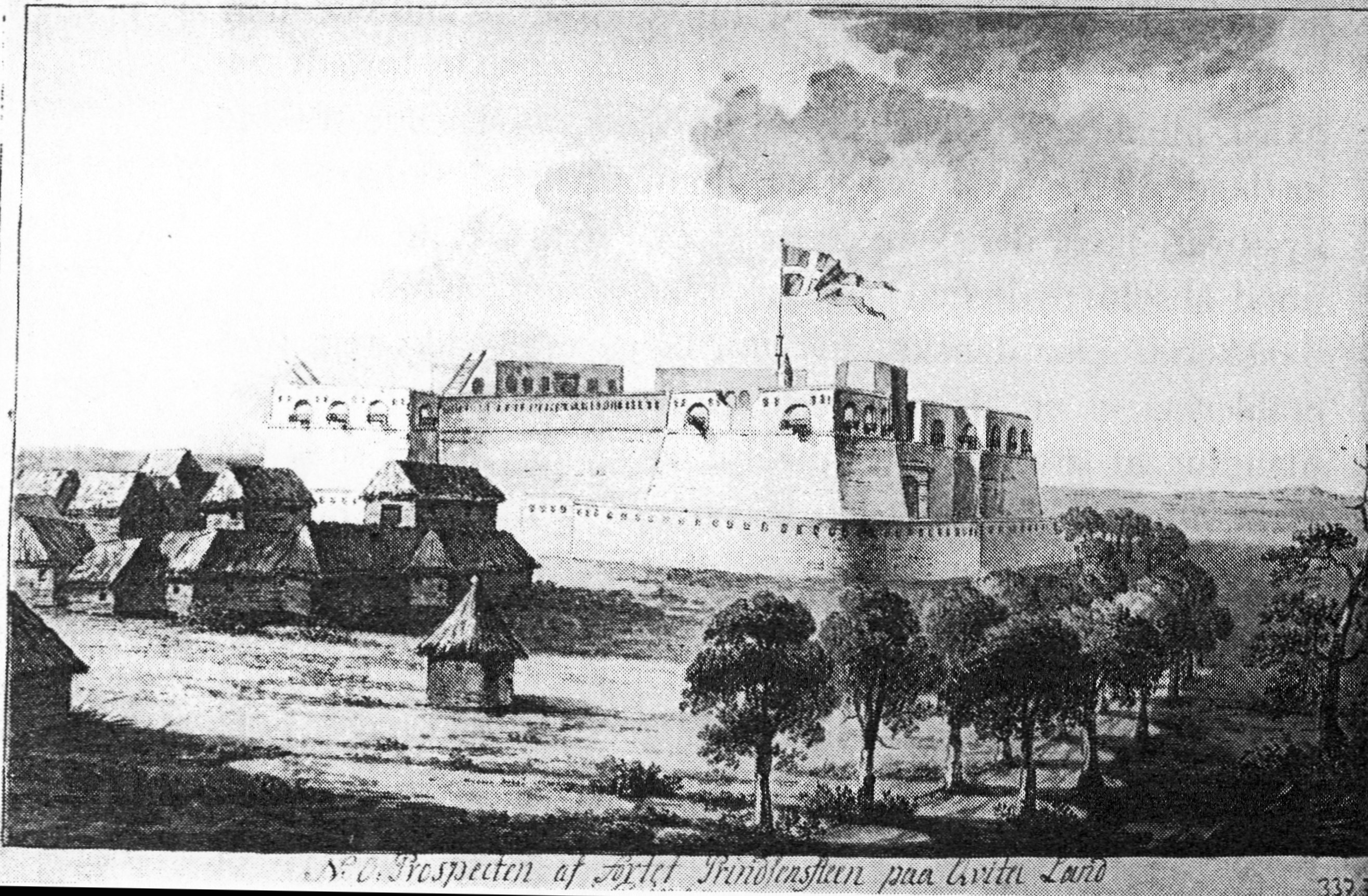
Het Deense Prindstensteen, nabij Singelenburgh

Fort Singelenburgh (ook wel: Fort Keta) was een fort aan de Goudkust in het huidige Ghana. Om een versterkte handelspost te hebben en meer expansie te kunnen creëren werd het fort in 1734 gebouwd door de Nederlanders, in het gebied dat Keta genoemd werd. Het fort was echter geen lang leven beschoren. De lokale bevolking was de Nederlanders niet gunstig gestemd en viel in 1737 het fort aan. De Nederlanders konden geen weerstand bieden tegen deze aanval, en bliezen daarom het fort op.
Denemarken bouwde in 1784 niet ver van het oude Nederlandse fort Fort Prindsensteen. De Denen behielden het fort tot het werd verkocht aan het Verenigd Koninkrijk in 1850. Tegenwoordig is het in gebruik als gevangenis.